# Seething
Seething är en ort och civil parish i Storbritannien.   Den ligger i grevskapet Norfolk och riksdelen England, i den sydöstra delen av landet, 150 km nordost om huvudstaden London. Seething ligger 35 meter över havet och antalet invånare är 341.
Terrängen runt Seething är platt, och sluttar österut. Runt Seething är det tätbefolkat, med 286 invånare per kvadratkilometer. Närmaste större samhälle är Norwich, 13,7 km nordväst om Seething. Trakten runt Seething består till största delen av jordbruksmark.